# 歡愉致死
《欢愉致死》是英国音乐家罗杰·沃特斯于1992年9月7日在哥伦比亚发行的第三张工作室专辑。他和帕特里克·伦纳德在QSound中混合来增强其空间感。专辑的几首歌中由杰夫·贝克担任主唱吉他伴奏。专辑名称的灵感来自尼尼尔·波兹曼《娱乐至死》。
沃特斯和詹姆斯·古斯里重新灌录的混音版本于2015年发行。

## 作品背景
1987年，罗杰·沃特斯第一次写《完美感觉》时就开始参与《欢愉致死》的创作。过了好几年这张专辑才发行。
《欢愉致死》由帕特里克·伦纳德、沃特斯和尼克·格里菲斯在伦敦的The Billiard Room、奥林匹克工作室、CTS工作室、天使录音工作室和阿比路录音室共同制作。专辑由海登·本德尔、杰里·乔丹和斯蒂芬·麦克劳兰设计，詹姆斯·古斯里混音。  专辑中加入了QSound 来增强音频的空间感，专辑中的许多音响效果——步枪射击的氛围、雪橇铃声、汽车、飞机、远处的马、鸣叫的蟋蟀和狗——都使用了3D设备。

## 主题
专辑围绕着猿类在电视上随机切换频道的想法松散地组织起来，但探索了许多政治和社会主题，包括对第一次海湾战争的批评，如《勇敢地走出自己的生活》和《完美感觉》。
第一首《比尔·哈伯德的歌谣》收录了第一次世界大战的老兵阿尔弗雷德·拉泽尔的录音，他是皇室燧发枪团的一员，他讲述了自己找到战友威廉·比尔·哈伯德的经历，这专辑就是献给他的，当时他在战场上受了重伤。在试图将他带到安全地带的尝试失败后，拉泽尔被迫将他遗弃在无人区。故事在同名歌曲的末尾继续着，专辑的结尾为这个悲剧故事提供了结局，拉泽尔描述了他是如何最终找到和平的。这些摘录来自BBC电视台的Everyman纪录片——《鬼魂游戏》。 开场曲目也以几种动物的声音为特色。
第二首歌《上帝想要什么 第I部》延续并对比了拉泽尔感人的台词，在开场，电视被调成了一个孩子说”我不介意战争“的片段。这是我喜欢看的东西之一——如果这是一场战争的话。因为这样我就知道，嗯，如果我们这边赢了，如果我们这边输了······然后他被频道的改变和一阵猿猴的喋喋不休打断了。
《完美感觉》是一首两段式的歌曲，它讲述了一个以战争直播为主要娱乐方式的世界。 这首歌的第一部分以一声响亮的、难以理解的咆哮开始，然后沃特斯发出了一个逆耳之言：“然而，茱莉亚，鉴于斯坦利事件的光明和前景，我们改变了主意。我们已经决定接受一个相反的信息。斯坦利，为了你，也为了其他所有次要地位的人。”信息的高潮是沃特斯在《迷墙》用咄咄逼人的苏格兰口音大喊大叫着描写老师这个角色。 在第二部分，著名的体育节目主持人马夫·艾伯特叙述了一场战争，仿佛它是一场篮球比赛。
《勇往直前》参考了沃特斯在平克·弗洛伊德1977年的专辑《动物》中的《羊》中创作的一首歌（以及《可爱的马车轻轻摇晃》）。（在《羊》中，沃特斯唱道：”我在约旦上空看了看，我看到了事情并不像它们看起来的那样“；在《勇往直前》中，他唱道：”我在约旦上空看了看，我看到了什么? 我看到了一个美国海军陆战队员在一堆碎片中”） 
《今夜晚归 第I部》以欧亚云雀的歌声开场，从两个“普通妻子”和一名年轻的美国F-111飞行员的角度回顾了1986年美国对利比亚的空袭。歌词中关于“把牛仔裤从冰箱里拿出来”，参考了1988年李维斯501的广告。
《上帝的旨意 第II部》的开头，查尔斯·弗雷斯彻(更广为人知的是兔子罗杰的声音)表演了贪婪的福音传教士的布道。《上帝想要什么 第III部》在音乐上引用了平克·弗洛伊德的歌《疯狂的钻石（第I部）》、《回声》和《呼吸(空气)》。
歌曲《看电视》（与唐·亨利合唱）探讨了中国天安门广场民主抗议活动对大众媒体的影响。
在《这是个奇迹》中，沃特斯严厉谴责了安德鲁·劳埃德·韦伯（他曾在其他地方指责安德鲁·劳埃德·韦伯在他的音乐剧《歌剧魅影》的部分片段中剽窃了平克·弗洛伊德的《回声》中的音乐）：这首歌还收录了1977年低成本僵尸电影《冲击波》中的一个片段，影片的人物为争夺手电筒而争吵。 片头曲以 “医生，医生”这句歌词为开头。“拿起你的听诊器走吧”在沃特斯创作的第一首歌曲《黎明门前的风笛手》中，也是以这句话开头。

### 样本
沃特斯在1993年2月8日接受洛克林采访时表示，他曾想在专辑中使用《2001：太空漫游》中的对话样本，特别是HAL 9000的 "垂死 "独白。影片的导演斯坦利·库布里克拒绝了他，理由是这将为其他许多人使用声音样本打开一种途径。 其他人认为库布里克拒绝是因为平克·弗洛伊德不允许他在电影《发条橙子》中使用《原子心之母》中的音乐。 沃特斯确实用了HAL的例子来描述他在现场表演时被带走的想法——特别是在《肉体之旅》的《完美感觉 第I部》的开头，库布里克死后，它最终被纳入到2015年重置/混音发行的《欢愉致死》专辑中。

## 标题
专辑名字的灵感来自尼尔·波兹曼的《娱乐至死》。在波兹曼后来的著作《教育的总结》中，他对这张专辑评论道：
Roger Waters, once the lead singer of Pink Floyd, was sufficiently inspired by a book of mine to produce a CD called Amused to Death. This fact so elevated my prestige among undergraduates that I am hardly in a position to repudiate him or his kind of music.罗杰·沃特斯曾是平克·弗洛伊德的主唱，他受到我的一本书的启发，制作了一张名为《欢愉致死》的CD。这一事实大大提高了我在大学生中的威望，以至于我几乎没有资格去否定他或他的那种音乐。

## 包装
专辑的原始作品是一只黑猩猩在看电视，借鉴了库布里克的电影《2001：太空漫游》。 电视上的画面是一个巨大的眼球在盯着观众。 按照沃特斯的说法，这只猩猩是 “过去10年里任何一个在网络和有线电视新闻前张嘴坐着的人的象征”。

## 接受
| 評論得分                      | 評論得分 |
| 來源                          | 評分     |
| ----------------------------- | -------- |
| AllMusic                      | [ 14 ]   |
| 《芝加哥论坛报》              | [ 15 ]   |
| Drowned in Sound              | 8/10     |
| 《娱乐周刊》                  | A–       |
| 《洛杉矶时报》                | [ 18 ]   |
| Paste                         | 8.0/10   |
| PopMatters                    | 8/10     |
| Record Collector              | [ 21 ]   |
| The Rolling Stone Album Guide | [ 22 ]   |
| Spectrum Culture              | [ 23 ]   |

AllMusic公司将这张专辑描述为“从某种意义上说，这张专辑是一个杰作，它将他所有的执念集中在一个宏大而不笨重的包装里起。”《唱片收藏家》写道，这张专辑展现了沃特斯 "自《迷墙》的警世寓言以来最凄凉的灵感”。 《洛杉矶时报》的评价就没那么好了，它写道：“结果是结构模糊（沃特斯用动人的老兵故事作为构架手段，对其进行了部分改进）、有太多的重复、而且有一定的距离和过度理性化。······ 总的来说，老式的流行摇滚缺乏吸引力，而这种吸引力却总能提高平克·弗洛伊德的记录。”来自《芝加哥论坛报》的一则负面评论写道：“自负并不等于深刻，世界上最令人震惊的工程师也无法掩盖沃特斯自从与弗洛伊德在一起的日子以来唱歌和旋律感的退化。”城镇广场媒体将《欢愉致死》列入他们的“90年代摇滚专辑100强”名单。

## 遗留
沃特斯在接受《经典摇滚》采访时表示：“我的观点是，我已经参与了两张绝对经典的专辑——《月之暗面》和《迷墙》。······如果你还没有得到《欢愉致死》，那你就没有得到全集。所以这张汇集了三张专辑中的歌曲的现场版的专辑，就是希望能改变这种平衡。” 2019年9月，沃特斯在接受BBC HardTalk采访时表示，《欢愉致死》已经完全被低估了。
2015年4月15日，沃特斯宣布这张专辑将在2015年7月24日重制并重新发行，其中包括新的5.1多声道混音和新的立体声混音。它提供了多种格式可供下载，包括CD、SACD、蓝光和高分辨率下载。频谱文化的记者J.C.Maçek III在2015年的专辑重制版评论中写道：”并不是每张专辑都能成为杰作，但沃特斯表示《欢愉致死》是一张被低估的作品，可以作为《月之暗面》和《迷墙》的第三部分。但它与其他那些专辑相差甚远。2015年的重制版使得这张专辑听起来很不错，但它并不是沃特斯所能够创造出的那种能令人沉醉的专辑。”《时事热点》在2015年的再版的评论中这样写道：“《欢愉致死》不仅在音乐上是过时的，很不幸，它的主题也很十分老套。”······《欢愉致死》曾经是、现在仍然也是一个摇滚界最文艺的厌世者之一的有力宣言。 随着时间的推移，人们越来越难以相信这一点会如此彻底地隐藏在每个人的监视之下。” 《淹没在声音》中写道：“《乐到死》是在弗洛伊德时代之后更好的、更有趣的唱片之一”。 
2016年，在第58届格莱美奖的年度颁奖礼上，《欢愉致死》荣获了最佳环绕声专辑奖。获奖者名单如下：”环绕混音工程师——詹姆斯·格思里；环绕母带工程师——詹姆斯·格思里和乔尔·普兰特；环绕音制作人——詹姆斯·格思里；环绕制作人——罗杰·沃特斯；唱片公司——哥伦比亚（遗赠）“。

## 商业绩效
《欢愉致死》在英国专辑榜上排名第八，这是沃特斯在他的祖国首次进入前十，凭借1992年在公告牌的主流摇滚歌曲的排行榜上排名第四的《上帝想要什么 第I部》，创下了职业生涯的最高纪录，在公告牌二百强专辑榜上排名第21。它在英国的销量超过6万张，也被英国唱片业协会认证为银牌。

## 曲目列表
罗杰·沃特斯创作的所有歌曲。
| 曲序     | 曲目                 | 时长  |
| -------- | -------------------- | ----- |
| 1.       | 比尔·哈伯德的歌谣    | 4:20  |
| 2.       | 上帝想要什么 第I部   | 6:00  |
| 3.       | 完美感觉 第I部       | 4:14  |
| 4.       | 完美感觉 第II部      | 2:51  |
| 5.       | 勇往直前             | 4:44  |
| 6.       | 今夜晚归 第I部       | 4:01  |
| 7.       | 今夜晚归 第II部      | 2:12  |
| 8.       | 太放纵               | 5:47  |
| 9.       | 上帝想要什么 第II部  | 3:39  |
| 10.      | 上帝想要什么 第III部 | 4:08  |
| 11.      | 看电视               | 6:06  |
| 12.      | 三个愿望             | 6:52  |
| 13.      | 这是个奇迹           | 8:30  |
| 14.      | 欢愉致死             | 9:06  |
| 总时长： | 总时长：             | 72:45 |

## 全体人员
- 罗杰·沃特斯——演唱(除第1轨外的所有音轨)，低音吉他(音轨2和13)，合成器(音轨2和4)，原声吉他(音轨11和14)，十二弦吉他(音轨5)
- 帕特里克·伦纳德（英语：Patrick Leonard） —— 键盘乐器（除6、7外的所有音轨），打击乐器编程（英语：Programming (music)）（音轨1），合唱改编曲（音轨2、9~11和13），解说（音轨4），钢琴（音轨11和13），哈蒙德风琴（英语：Hammond organ）（音轨5），合成器（音轨5和13）
- 杰夫·贝克 —— 吉他（音轨1、2、5 (仅2015年重发)、10~14）
- 兰迪·杰克逊 —— 贝斯吉他（音轨2和9）
- 格拉汉姆·布罗德（英语：Graham Broad） —— 爵士鼓（除1、5、11和13外的所有音轨）、打击乐（音轨6和7）
- 路易斯-孔特（英语：Luis Conte） —— 打击乐（除2、5、9、11、13、14外的所有音轨）
- 杰夫·怀特霍恩（英语：Geoff Whitehorn） —— 吉他（音轨2、8、10和14）
- 安德鲁·费尔威斯·洛（英语：Andy Fairweather Low） —— 吉他（音轨2、6~9、11和12），人声（音轨6和7）
- 蒂姆·皮尔斯（英语：Tim Pierce） —— 吉他(音轨2、5、9和12)
- B.J. 科尔（英语：B.J. Cole） —— 踏板钢棒吉他（音轨3和4）
- 史蒂夫·卢卡特（英语：Steve Lukather） —— 吉他（音轨3、4和8）
- 瑞克·迪方索 —— 吉他（音轨3和4）
- 布鲁斯·盖茨（英语：Bruce Gaitsch） —— 吉他（音轨3和4）
- 吉米·约翰逊（英语：Jimmy Johnson (bassist)） —— 贝斯（除了1、2、5、9和11外的所有音轨）
- 布莱恩·麦克劳德 —— 小鼓（音轨3和4），脚踏钹（音轨3和4）
- 约翰·皮尔斯 —— 萨克斯管（音轨13）
- 丹尼·方海泽 —— 爵士鼓（音轨5）
- 史蒂夫·西德维尔（英语：Steve Sidwell (musician)） —— 短号（音轨6和7）
- 约翰·帕蒂图奇（英语：John Patitucci） —— 贝斯吉他（音轨11）
- 郭毅与北京兄弟 ——扬琴（英语：Appalachian dulcimer）、鲁特琴、筝、双簧管、贝斯（音轨11）
- 约翰·道格拉斯·“兔子”·邦德里克（英语：John Bundrick） —— 哈蒙德牌电子琴（音轨12）
- 杰夫·波尔卡罗（英语：Jeff Porcaro） —— 爵士鼓（音轨13）
- 麦夫·艾伯特（英语：Marv Albert）—— 解说（音轨4）
- 凯蒂·基斯顿（英语：Katie Kissoon） —— 人声（音轨2、8、9、12和14）
- 多琳·钱特（英语：Doreen Chanter） —— 人声（音轨2、8、9、12和14）
- 恩迪亚·达文波特（英语：N'Dea Davenport） —— 人声（音轨2）
- 娜塔莉·杰克逊 —— 人声（音轨2和5）
- P.P. 阿诺德（英语：P.P. Arnold） —— 人声（音轨3、4和10）
- 林恩·菲德蒙·林西 —— 人声（音轨5）
- 杰西卡·伦纳德 —— 人声（音轨8）
- 乔丹·伦纳德 —— 人声（音轨8）
- 唐·亨利 —— 人声（音轨11）
- 乔恩·乔伊斯 —— 人声（音轨13）
- 斯坦·法伯 —— 人声（音轨13）（亦称为斯坦·劳雷尔（英语：Stan Laurel））
- 吉姆·哈斯（英语：Jim Haas） —— 人声（音轨13）
- 丽塔·柯立芝（英语：Rita Coolidge） —— 人声（音轨14）
- 阿尔弗·拉泽尔 —— 人声（音轨1和14）

制作
- 罗杰·沃特斯 —— 制作人
- 帕特里克·伦纳德（英语：Patrick Leonard） —— 制作人
- 尼克·格里菲斯（英语：Nick Griffiths） —— 联合制片人
- 海登·本德尔 —— 工程设计
- 杰里·乔丹（英语：Jerry Jordan） —— 工程设计
- 斯蒂芬·麦克劳林（英语：Stephen McLaughlin） —— 工程设计
- 詹姆斯·格思里 —— 混音

## 榜单成绩
| Chart (1992)           | Position |
| ---------------------- | -------- |
| 英国专辑排行榜         | 8        |
| 美国公告牌二百强专辑榜 | 21       |

| Song                   | Chart (1992)       | Position |
| ---------------------- | ------------------ | -------- |
| 《上帝想要什么 第I部》 | 英国单曲排行榜     | 35       |
| 《上帝想要什么 第I部》 | 美国公告牌主流摇滚 | 4        |

| Chart (2015)   | Position |
| -------------- | -------- |
| 英国专辑排行榜 | 10       |
| 荷兰专辑排行榜 | 1        |
| 德国专辑排行榜 | 4        |